# Kalligrafi
Kalligrafi (gr. καλλος kallos "skønhed" & γραφος graphos "skrive") er skønskrift, kunsten at skrive smukt.

## Østasiatisk kalligrafi
I kinesisk og japansk kunst har kalligrafi haft en stærk position i to tusind år.
Kinesere har udført kalligrafi, efter at bløde pensler blev indført under Han-dynastiet.
I Østen betyder kalligrafi sædvanligvis penselskrift, selv om der også er tale om "kalligrafi med pen".
Kalligrafi var i det gamle Kina en af "de fire kunstarter" og den har stadig meget høj status.

## Europæisk kalligrafi
I vesten anvendtes fra romertiden et bredkantet skriveredskab fx en bredskåret pen, og den har været medvirkende til at udforme skriften til opfindelsen af bogtrykkerkunsten i 1400-tallet.
I renæssancen var litera antica (antikvaskrift) en håndskrevet bogstavform, der blev udgangspunkt for skriften i bogtryk.
Den anvendes stadig i bøger og løbende tekst. 
I 1906 bidrog Edward Johnston til en renæssance for vestlig kalligrafi, bl.a. med sin bog Writing, Illuminating and Lettering.
I dag er kalligrafi både en selvstændig kunstart, en vigtig øvelse for skrifttegnere og et håndværk i sig selv.

## Arabisk kalligrafi
På grund af forbuddet mod billeder i islam, har muslimer kompenseret ved at udføre meget dekorative korancitater, og kalligrafien har en lang tradition.
At kunne læse og skrive har en helt central betydning i islam, da Koranen er dikteret til Muhammed: ”Læs! I din herres navn, han som skabte, skabte mennesket [...]. Læs! for din herre er den ædleste, han, der lærte ved hjælp af pennen, lærte mennesket, hvad det ikke vidste.” Disse vers i sura 96 regnes for de første i Muhammeds åbenbaring og giver skriften dens helt særlige status i islam som det middel, Gud benyttede til sit budskab. Også andre steder i Koranen indtager pennen en særstilling – sura 68 kaldes ligefrem Pennen og indledes med besværgelsen: ”Nûn [bogstavet n].Ved pennen, og ved dét, den skriver!” Dele af Muhammeds forkyndelse blev antagelig nedskrevet allerede i hans levetid, men først samlet og redigeret til det, vi kender som Koranen efter hans død. Skriften var først hukommelsesstøtte og blev siden bærer af en kanoniseret tekst. 
Den arabiske kalligrafi har sit udspring i ønsket om at give Guds ord den skønnest mulige jordiske form; og kalligrafien har udviklet sig til sammen med arkitekturen at være den mest betydningsfulde kunstart i islams verden. 
Kalligrafi findes først i koranhåndskrifter og på religiøse bygningsværker (Guds navn, Muhammeds og de fire første kaliffers navne, korancitater) og dernæst i andre håndskrifter som udsmykning af især titelblade og kapiteloverskrifter, efterhånden også til at give poetiske tekster visuel udtrykskraft. I moderne tid dyrkes kalligrafi også af sufier som meditativ disciplin og af kunstmalere som afsæt for abstraktioner. .